# Compositores de música carnática
Compilación de notables compositores de música carnática, un subgénero de la música clásica de la India.

## Compositores de la Pre-Trinidad (antes delsigloXVIII)
| Compositor               | Año           | Lenguas                   | Número de composiciones aprox.      | Firma                   | Otros datos |  |
| ------------------------ | ------------- | ------------------------- | ----------------------------------- | ----------------------- | --- |  |
| Basavanna                | s. XII        | idioma canarés            | 1300 (disponible)                   | Kudala Sangama Deva     | Compuso Vachanas - Una de sus ragas principales fue Kalyani |  |
| Allama Prabhu            | s. XII        | idioma canarés            | 1321(disponible)                    | Guheshwara              | Compuso Vachanas - Una de sus ragas principales fue Shivaranjani |  |
| Akka Mahadevi            | s. XII        | idioma canarés            | 430                                 | Chenna Mallikarjuna     | Compuso Vachanas - Una de sus ragas principales fue Bhairavi |  |
| Jayadeva                 | s. XII        | sánscrito                 | Gita Govindam                       | Jayadeva                | Prathama Vaggeyakara (primer poeta-compositor) de música carnática y música clásica indostaní en componer música de arte (en contraste a los traditionales poemas bhakti) implicando ragas; es alabado por sus contribuciones a la danza y música en sus tratados |  |
| Naraharitirtha           | 1250? - 1333) | sánscrito                 |                                     | Narahari                | Compuso Dasara Padas |  |
| Tallapaka Annamacharya   | 1408–1503     | idioma telugu, sánscrito  | 36,000                              | Venkatachala            | Nomrado en Telugu pada-kavita pitamaha; compuso en temas de shringara (amor), adhyatma (bhakti) y filosofía en 100 ragas; también es autor del texto musical Sankeertana lakshana                                                                                 |  |
| Vadirajatirtha           | 1480 - 1600)  | idioma canarés            | cientos                             | Hayavadana              | Compuso Dasara Padas en su Ramagadya, Vaikunthavarnane y Lakshmisobanehadu |  |
| Purandara Dasa           | 1484–1564     | idioma canarés, sánscrito | 400,000, solamente 2000 disponibles | Purandara Vittala       | Estableció la música carnática en su presente forma; compuso ejercicios básicos para la práctica como sarali y janta varisai |  |
| Kanaka Dasa              | 1509–1609     | idioma canarés            | 300                                 | Adi Keshava             | Compuso Dasara Padas en formas métricas nativas tales como Suladi y Ugabhoga y escribió 5 poemas épicos clásicos Kavya en Shatpadi |  |
| Sripadaraya              | 1404–1502     | idioma canarés            |                                     | Ranga Vittala           | Compuso Dasara Padas |  |
| Arunachala Kavi          | 1711–1788     | idioma tamil              | 320                                 |                         | |  |
| Arunagirinathar          | 1480–         | idioma amil               | 760                                 |                         | Compuso Tiruppugazh |  |
| Bhadraachala Raama daasu | 1620–1688     | idioma telugu             | 500                                 | Bhadradri               | Compuso canciones devocionales |  |
| Kshetragna               | 1600–1680     | idioma telugu             | 100                                 | Muvvagopala             | Compuso los padams Bharatanatyam y Kuchipudi. |  |
| Marimutthu Pillai        | 1717–1787     | idioma tamil              | 42                                  |                         | |  |
| Muthu Thandavar          | 1525–1625     | idioma tamil              | 165                                 |                         | |  |
| Vaikunthadasa            | s. XVI        | idioma canarés            | cientos                             | Vaikuntha               | Compuso Dasara Padas |  |
| Mahipatidasa             | 1611 - 1681   | idioma canarés            | cientos                             | Mahipati                | Compuso Dasara Padas |  |
| Krishnadasa              | s. XVII-XVIII | idioma canarés            | cientos                             | Varaha Timmappa         | Compuso Dasara Padas |  |
| Narayana Teertha         | 1650–1745     | idioma elugu, sánscrito   | 200                                 | Vara Naaraayana Teertha | Compuso Krishna leelaa Tarangini |  |
| Paidala Gurumurti Sastri | s. XVII       | idioma elugu              |                                     |                         | |  |
| Papanasa Mudaliar        | 1650–1725     | idioma amil               |                                     |                         | |  |
| Sarangapani              | 1680–1750     | idioma telugu             | 220                                 |                         | |  |
| Vijaya Dasa              | 1682–1755     | idioma canarés            | 25,000                              | Vijaya Vittala          | Compuso Dasara Padas en formas métricas nativas como Suladi y Ugabhoga |  |
| Jagannatha Dasa          | 1728–1809     | idioma canarés            | 260                                 | Jagannatha Vittala      | Compuso Dasara Padas, y los poemas Kavya Harikathamritasara en el nativo metro shatpadi, y Tattva suvvali en el nativo metro tripadi |  |
| Gopala Dasa              | 1722–1762     | idioma canarés            | 10,000                              | Gopala Vittala          | Compuso Dasara Padas en formas métricas nativas como Suladi y Ugabhoga |  |
| Helavanakatta Giriyamma  | 1750          | idioma canarés            | cientos                             | Helavanakatte Ranga     | Compuso Dasara Padas |  |
| Harappanahalli Bhimavva  | 1790          | Idioma canarés            | cientos                             | Bhimesha Krishna        | Compuso Dasara Padas |  |
| Mohanadasa               | s. XVIII      | idioma canarés            | cientos                             | Mohana Vittala          | Compuso Dasara Padas |  |
| Seshagiridasa            | s. XVIII      | Idioma canarés            | cientos                             | Guru Vijaya Vittala     | Compuso Dasara Padas |  |
| Prasanna Venkatesha Dasa | s. XVIII      | idioma canarés            | cientos                             | Prasanna Venkata        | Compuso Dasara Padas |  |
| Igi Venkatacharya        | s. XVIII      | idioma canarés            | cientos                             | Casndeva Vittala        | Compuso Dasara Padas |  |

## Compositores de la era de la Trinidad (sigloXVIII)
Estos compositores vivieron durante el tiempo de la Trinidad (compuesta por Thyagaraja, Dikshitar y Sastri) y existen instancias registradas de sus interacción con la Trinidad.
| Compositor                 | Año                | Lenguas                                           | Número de composiciones aprox.             | Otros datos                               |
| -------------------------- | ------------------ | ------------------------------------------------- | ------------------------------------------ | ----------------------------------------- |
| Thyagaraja Swami           | 1767–1847          | idioma telugu, sánscrito                          | 24000, de las cuales 700 están disponibles |                                           |
| Muthuswami Dikshitar       | 1775–1835          | sánscrito, Mani Pravaalam                         | 400                                        |                                           |
| Syama Sastri               | 1762–1827          | idioma telugu, sánscrito                          | 400                                        |                                           |
| Ghanam Krishna Iyer        | 1790–1854          | idioma tamil                                      | 85                                         |                                           |
| Iraiyamman Tampi           | 1782–1856          | idioma malayalam, sánscrito                       | 40                                         |                                           |
| Kavi Kunjara Bharati       | 1810–1896          | idioma tamil                                      | 200                                        |                                           |
| Oottukkadu Venkata Kavi    | 1700–1765          | sánscrito, idioma tamil                           | 200                                        |                                           |
| Pacchimiriam Adiyappa      | early 18th century | idioma telugu                                     |                                            | Compuso Viriboni bhairavi ata tala varnam |
| Thanjavur Quartet          | 1801–1856          | idioma telugu, sánscrito                          |                                            |                                           |
| Tiruvarur Ramaswami Pillai | 1798–1852          | idioma tamil                                      |                                            |                                           |
| Sadasiva Brahmendra        | 18th century       | sánscrito                                         | 95                                         |                                           |
| Swathi Thirunal            | 1813–1846          | sánscrito, idioma malayalam, idioma telugu, hindi | 300+                                       |                                           |

## Compositores de la Post-Trinidad (sigloXIX)
| Compositor                        | Año          | Lenguas               | Número de composiciones aprox. | Other Info |
| --------------------------------- | ------------ | --------------------- | ------------------------------ | --- |
| Mahakavi Subramanya Bharathiyar   | 1882–1921    | Tamil                 | 230                            | |
| Annamalai Reddiyar                | 1865–1891    | Tamil                 | 40                             | |
| Anai Ayya brothers                | 19th century | Telugu                | 20                             | |
| Dharmapuri Subbarayar             | 1900–?       | Telugu                | 50                             | Compuso varios javalis |
| Ennappadam Venkatarama Bhagavatar | 1880–1961    |                       |                                | [ 1 ] |
| Gopalakrishna Bharathi            | 1811–1896    | Tamil                 | 395                            | |
| Koteeswara Iyer                   | 1870–1940    | Tamil, Sanskrit       | 200                            | Compuso en todas las 72 raagas Melakarta |
| Kurainadu Natesa Pillai           | 1830–1925    | Telugu                |                                | Compuso padams incluyendo el famoso mukhari padam Ososi |
| Krishnarajendra Wodeyar III       | 1799–1868    | Sanskrit              |                                | |
| Maha Vaidyanatha Iyer             | 1844–1893    | Sanskrit, Telugu      | 100                            | Composed 72-Melakarta raaga maalika |
| Manambuchavadi Venkatasubbayyar   | 19th century | Telugu                | 50                             | Primo y discípulo de Thyagaraja |
| Mayuram Viswanatha Sastri         | 1893–1958    | Telugu, Sanskrit      | 160                            | |
| Muthiah Bhagavatar                | 1877–1945    | Telugu, Sanskrit      | 390                            | |
| Mysore Sadasiva Rao               | b. 1790      | Telugu, Sanskrit      | 100                            | |
| Mysore Vasudevacharya             | 1865–1961    | Telugu, Sanskrit      | 250                            | |
| Neelakanta Sivan                  | 1839–1900    | Tamil                 | 300                            | |
| Pallavi Seshayyar                 | 1842–1905    | Telugu                | 75                             | |
| Papanasam Sivan                   | 1890–1973    | Tamil, Mani Pravaalam | 535                            | |
| Patnam Subramania Iyer            | 1845–1902    | Telugu                | 100                            | |
| Pattabhiramayya                   | c. 1863      | Telugu                |                                | Compuso javalis |
| Poochi Srinivasa Iyengar          | 1860–1919    | Telugu                | 100                            | Compuso varnams,javalis y krithis incluyendo el famoso mohanam raga varnam ninnu kori.                                                                                           |
| Shuddhananda Bharati              | 1897–1990    | Tamil, Sanskrit       | 1090                           | |
| Subbarama Dikshitar               | 1839–1906    | Telugu                | 50                             | Grandson of Baluswami Dikshitar, younger brother of Muthuswami Dikshitar. Author of the important Telugu musical treatise Sangeetha sampradaya pradarshini                       |
| Subbaraya Sastri                  | 1803–1862    | Telugu                | 12                             | Son of Syama Sastri |
| Tiruvottriyur Tyagayya            | 1845–1917    | Telugu                | 80                             | Son of Veena Kuppayya |
| Veena Kuppayya                    | 1798–1860    | Telugu                | 100                            | Disciple of Thyagaraja |
| Ajjada Adibhatla Narayana Dasu    | 1864-1945    | Telugu                | 100                            | Composed in all 72 melakarthas and a geetha-malika in 90 ragas in manjari meter called Dasha Vidha Raga Navati Kusuma Manjari; also composed in rare talams like Sankeerna chapu |

## Compositores de la Post-Trinidad -sigloXXy después
| Compositor                                                 | Año          | Lenguas                    | Número de composiciones aprox. | Otros datos                                                                                                  |
| ---------------------------------------------------------- | ------------ | -------------------------- | --- | --- |
| D Subbaramaiah                                             | 1904-1986    | Kannada                    | | |
| Dandapani Desikar                                          | 1908–1972    |                            | 55 | |
| GN Balasubramaniam                                         | 1910–1965    | Sanskrit, Telugu, Tamil    | 90 | |
| K. R. Kedaranathan                                         | 1925–2007    |                            | | |
| Lalgudi Jayaraman                                          | 1930–2013    |                            | 60 | [ 2 ] |
| Maharajapuram Santhanam                                    |              |                            | | |
| M. Balamuralikrishna                                       | b. 1930      | Telugu, Sanskrit           | 200 | Composed in all 72 Melakarta raagas                                                                          |
| M. D. Ramanathan                                           | 1923–1984    | Sanskrit                   | 300 | Mudra: Varadadasa                                                                                            |
| Mysore V. Ramarathnam                                      | 1917–2008    | Kannada, Telugu & Sanskrit | '26' | 'mudra rAma', " "                                                                                            |
| K. Ramaraj                                                 | 1936–2009    | Tamil, Sanskrit & Telugu"  | 200 approximately. | raga mudra in all compositions                                                                               |
| L. Subramaniam                                             | b. 1947      |                            | | |
| N. Ramani                                                  | 1934-2015    |                            | 10 | |
| N. Ravikiran                                               | b. 1967      | Sanskrit, Tamil            | 50 | |
| Nallan Chakravartula Krishnamaachaaryulu                   | 1925–2006    | Sanskrit, Telugu           | 30 | |
| Periyasaamy Thooran                                        | 1908–1987    | Tamil                      | 305 | |
| S. Ramanathan                                              | 1917–1988    | Tamil                      | 50 | |
| Garimella balakrishnaprasad                                | 1948–present | Telugu,Sanskrit            | 800 in more than 150 "ragas" using rare ragas like visaradha , rasikaranjani etc. and also created ragas like sundararanjani etc. | 'mudra " krishna, balakrishna, balakrishnaprasad                                                             |
| R.K. Padmanabha                                            | 1949–present | Kannada                    | 150 | |
| Neduntheevu Ponn Suhir                                     | 1965–present | Tamil                      | 30 | Mudra: Neduntheevan/Tamilampahl                                                                              |
| Vinjamuri Varadaraja Iyengar                               | 1915–1991    | Telugu,Sanskrit            | 15 | Mudra: Varadaraja                                                                                            |
| Balayogi Avadhuta Nirmalananda Swami                       | 1956–present | Sanskrit                   | 549 | Carnatic Classical Music Composer, Composed in All 72 Melakarta +36 new Melakarta Total 108 Melakarta Raagas |
| Saint Gnanananda Teertha (Sri Ogirala Veera Raghava Sarma) | 1908-1989    | TELUGU,sanskrit            | 85mudra:Raghava upto 1982, Gnanananda Teertha after 1982, Devi Gana Sudha , name of his book                                      | Saint Composer of Carnatc Music of 20 th Century                                                             |

## Otros compositores
- Ambujam Krishna
- Rallapalli Anantha Krishna Sharma (1893–1979)[4]
- K.M. Soundaryavalli (22 de julio de 1914 – 8 de octubre de 1994)
- Mangalam Ganapathy
- N. S. Ramachandran
- Tanjavur Sankara Iyer
- K. R. Kumaraswamy Iyer
- Tanjavur S.Kalyanaraman
- Tirupati Narayanaswami Naidu
- Kadaloor M. Subramaniam
- Sri Swami Dayananda Saraswati
- Ragasri Kumaramangalam Srinivasaraghavan
- Suguna Purushottaman
- Dr.Rukmimi Ramani
- Saint Gnanananda Tirtha (Sri Ogirala Veera Raghava Sarma Garu; 23-3-1908 to 4-1-1989)
- srimathi.UshaSrinivasan. Tamil swarajathis and songs
- Shishunala Sharif

## Otros compositores en el reino de Mysore
- Vaikunta Dasaru (1680)
- Veena Venkata Subbiah (1750)
- Shunti Venkataramaniah (1780)
- Aliya Lingaraja Urs (1823–1874)
- Chinniah (1902)
- Subbaraya Dasa
- Krishnappa
- Veena Chikka Lakshminaranappa
- Veene Krishnappa
- Piteelu Seenappa
- Bhairavi Lakshminaranappa (1878–1934)
- Pedda Lakshminaranappa
- Devalapurada Nanjunda
- Veena Shamanna (1832–1908)
- Veena Padmanabiah (1842–1900)
- Veene Sheshanna (1852–1926)
- Mysore Karigiri Rao (1853–1927)
- Veena Subbanna (1861–1939)
- Bidaram Krishnappa (1866–1931)
- Tiruppunandal Pattabhiramiah (1863)
- Sosale Ayya Shastry (1854–1934)
- Rallapalli Anantha Krishna Sharma (1893–1979)[4]
- Jayarayacharya (1846–1906)
- Giribhattara Tammayya (1865–1920)
- Nanjangud Subba Shastry (1834–1906)
- Chandrashekara Shastry
- Veena Subramanya Iyer (1864–1919)
- Veena Shivaramiah (1886–1946)
- Veena Venkatagiriappa (1887–1952)
- Belakawadi Srinivasa Iyengar (1888–1952)
- Chikka Ramarao (1891–1945)
- Mysore T. Chowdiah (1894–1967)
- Jayachamaraja Wodeyar (1919–1974)
- Dr. B. Devendrappa (1899–1986)
- Gotuvadyam Narayana Iyengar (1903–1959)
- Tiruvayyar Subramanya Iyer
- Anavatti Rama Rao (1860)
- Tiger Varadachariar (1876–1950)
- Chennakeshaviah (1895–1986)
- Titte Krishna Iyengar (1902–1997)
- S.N. Mariappa (1914–1986)
- Chintalapalli Ramachandra Rao (1916–1985)
- R.N.Doreswamy (1916–2002)
- H.M. Vaidyalinga Bhagavatar (1924–1999)
- Bellary M Seshagiri Achar (1935–1985)

## Otros composiotres - santos Bhakti -
En adición a a los compositores anteriores, varios santos de devoción (Bhakti) de la India también compusieron himnos devocionales, versos y canciones. Los primeros compositores usaron música tamil antigua que luego evolucionó hacia la tradición musical carnática a través de los siglos.
- Karaikkal Ammeiyar (7th century)
- Thirunavukkarasar (7th century)
- Thirugnana Sambanthar (7th century)
- Sundaramurti (7th century)
- Andal (9th century)
- Manikkavasagar (10th century)
- Madhwacharya (12th century)
- Padmanabha Tirtha (12th century)
- Allama Prabhu (12th century)
- Muthu Thandavar (14th century)
- Sripadaraja (14th century)
- Vyasatirtha (1460–1539)
- Vadirajatirtha (1480–1600)
- Narayana Teertha (1580–1660)
- Kanakadasa  (1509–1609)
- Raghavendra Swami (1595–1671)
- Mahipathidasa (1611–1681)
- Vijaya Dasa (1682–1755)
- Prasanna Venkatadasa (1680–1752)
- Gopaladasa (1722–1762)
- Jagannathadasa (1727–1809)
- Praneshadasa (1736–1822)
- Venugopaladasa (1728–1751)
- Mohanadasa (1728–1751)
- Helevanakatte Giriamma (18th century)
- Harapanhalli Bhimavva (1822–1903)
- Guru Jagananatha Dasa (1837–1918)
- Ramalinga Vallalar (1823–1874)
- Arunagirinathar
- Pamban Swamigal
- Pithukuli murugadoss
- Madurai Somu